# Вишняково (Альменєвський округ)
Вишняко́во (рос. Вишняково) — присілок у складі Альменєвського округу Курганської області, Росія.
Населення — 203 особи (2010, 353 у 2002).
Національний склад станом на 2002 рік:
- татари — 94 %